# Трансцендентное уравнение
Трансцендентное уравнение — уравнение,  не являющееся алгебраическим. Обычно это уравнения, содержащие показательные, логарифмические, тригонометрические, обратные тригонометрические функции, например:
- {\displaystyle x=e^{-x}}
- {\displaystyle \cos x=x}
- {\displaystyle \lg x=x-5}
- {\displaystyle 2^{x}=\lg x+x^{5}+40}

Более строгое определение таково:
Трансцендентное уравнение — это уравнение вида {\displaystyle f(x)=g(x)}, где функции {\displaystyle f} и {\displaystyle g}
являются аналитическими функциями, и по крайней мере одна из них не является алгебраической.

## Примеры с приближенными ответами
- {\displaystyle x-\cos {x}=0\Longleftrightarrow x=\cos {\cos {...\cos {x}}}}, ответ {\displaystyle x=0,739085...} — число Дотти.
- {\displaystyle i^{x}-x=0}, ответ {\displaystyle x=i^{i^{i^{...}}}=0,438283...+i0,360592...}.
- {\displaystyle i^{-x}-x=0}, ответ {\displaystyle x=-i^{-i^{-i^{...}}}=0,438283...-i0,360592...}
- {\displaystyle x-\ln {x}=0}, ответ {\displaystyle x=\ln {\ln {...\ln {x}}}=0,318132...\pm i1,33724...}.
- {\displaystyle x-\lg {x}=0}, ответ {\displaystyle x=\lg {\lg {...\lg {x}}}=-0,119193...\pm i0,750583...}.

## Другие решения
Трудности, возникающие при решении трансцендентных систем уравнений высокого порядка, были преодолены  В. А. Варюхиным с помощью «сепарации» неизвестных, при которой определение неизвестных сводится к решению алгебраических уравнений.